# Похилий шлюз у Монтеш

Карта каналу Гаронна

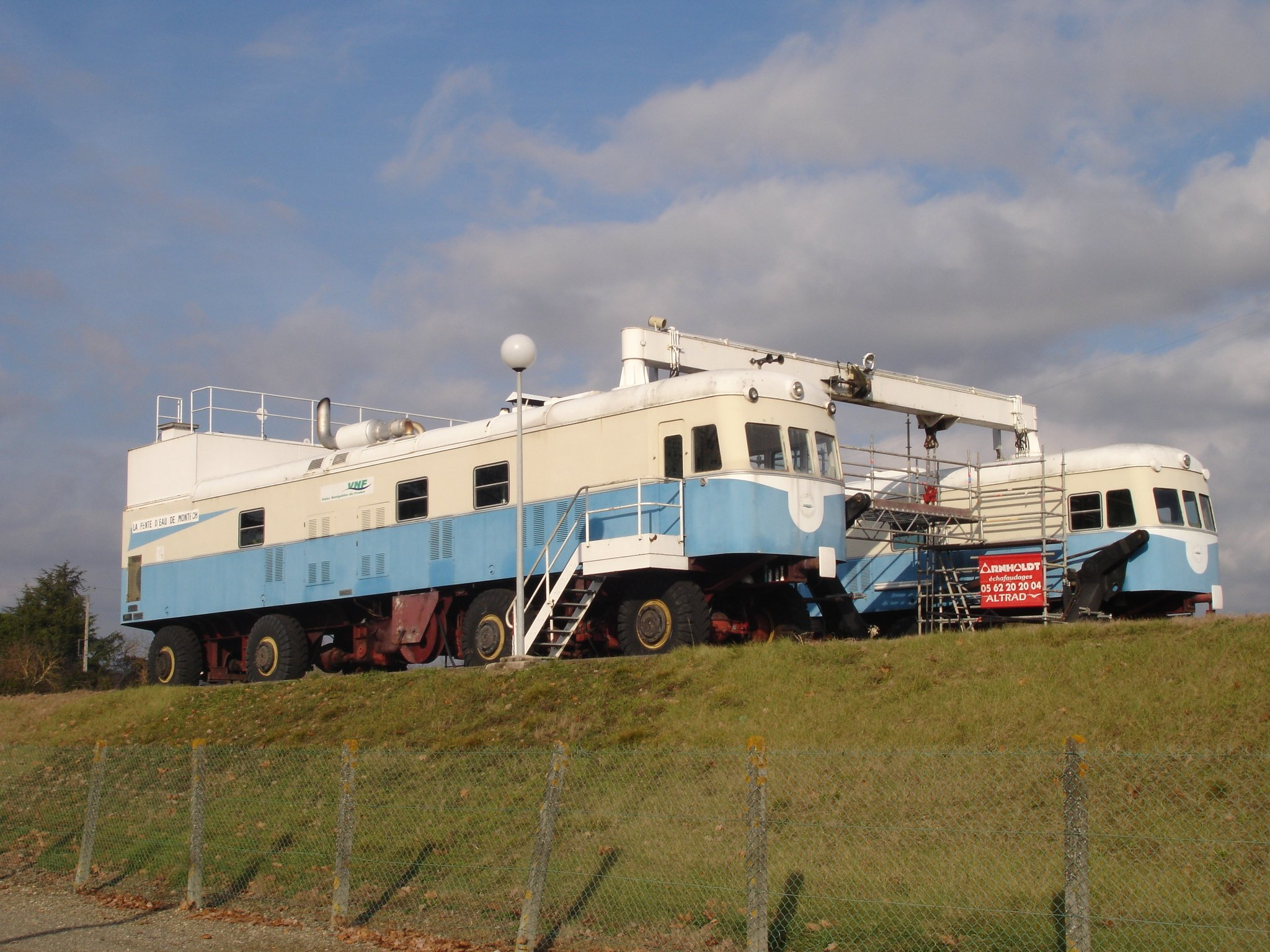
Тягачі похилого шлюзу в Монтеш

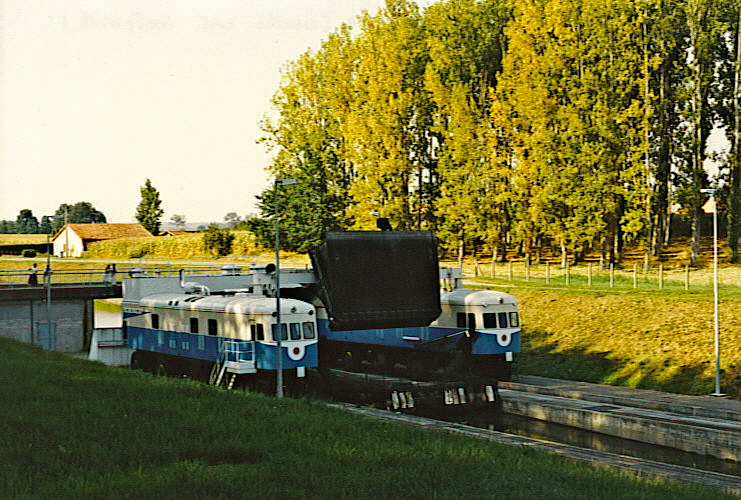
Навантаження судна біля нижнього б'єфа

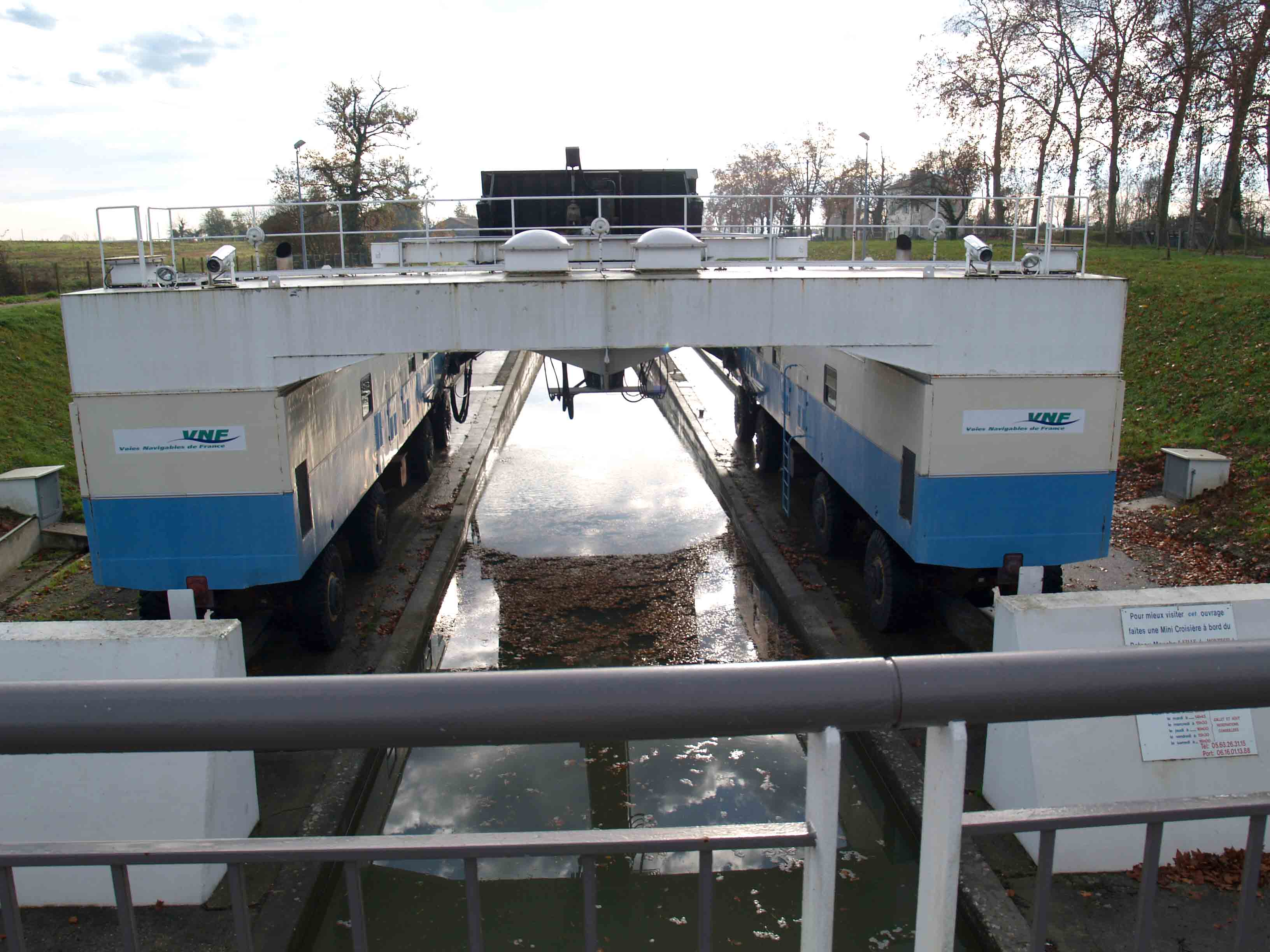
Тягачі з'єднані рамою,
щит піднято

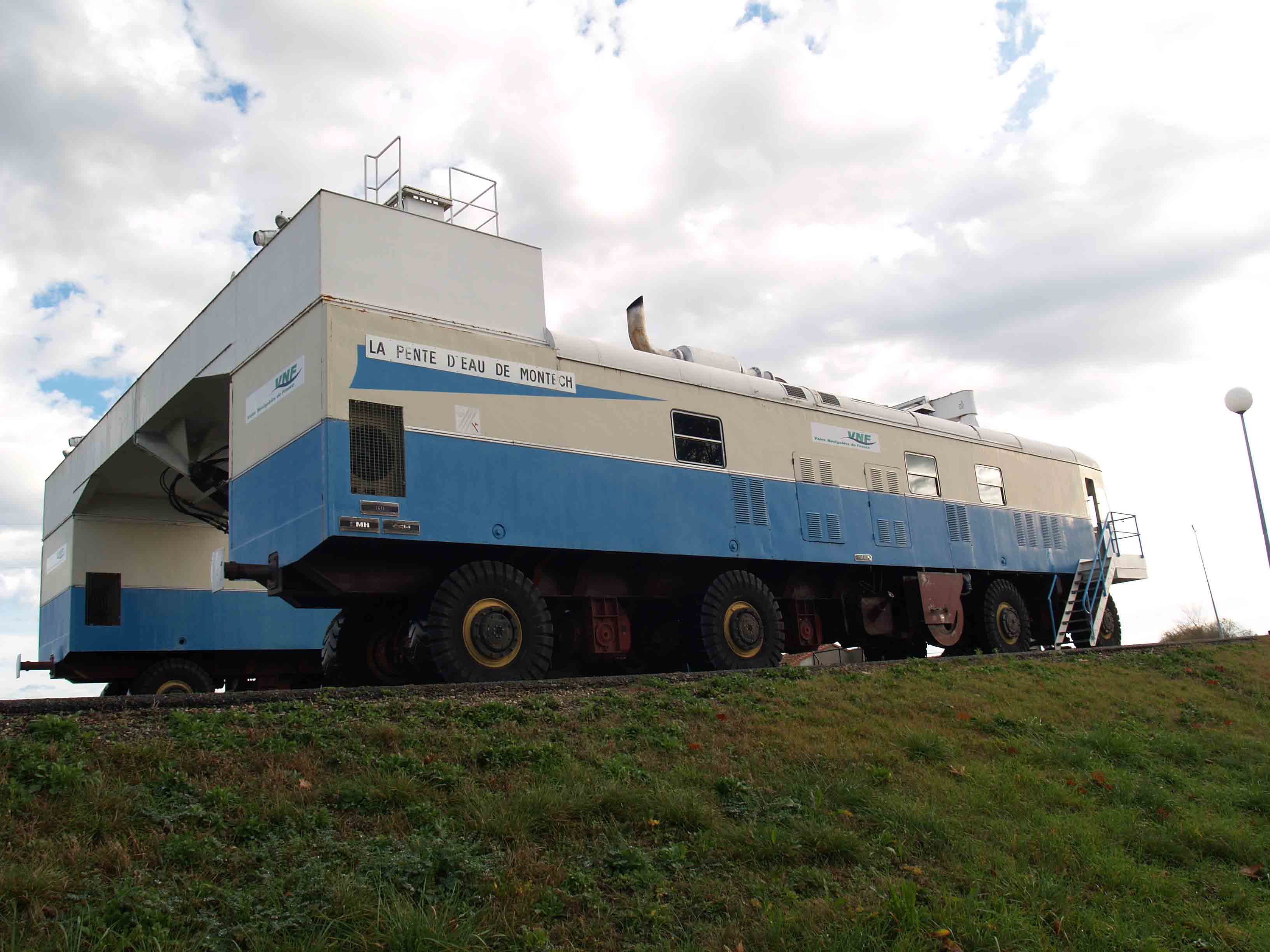
Штовхання води з плаваючим у ній судном

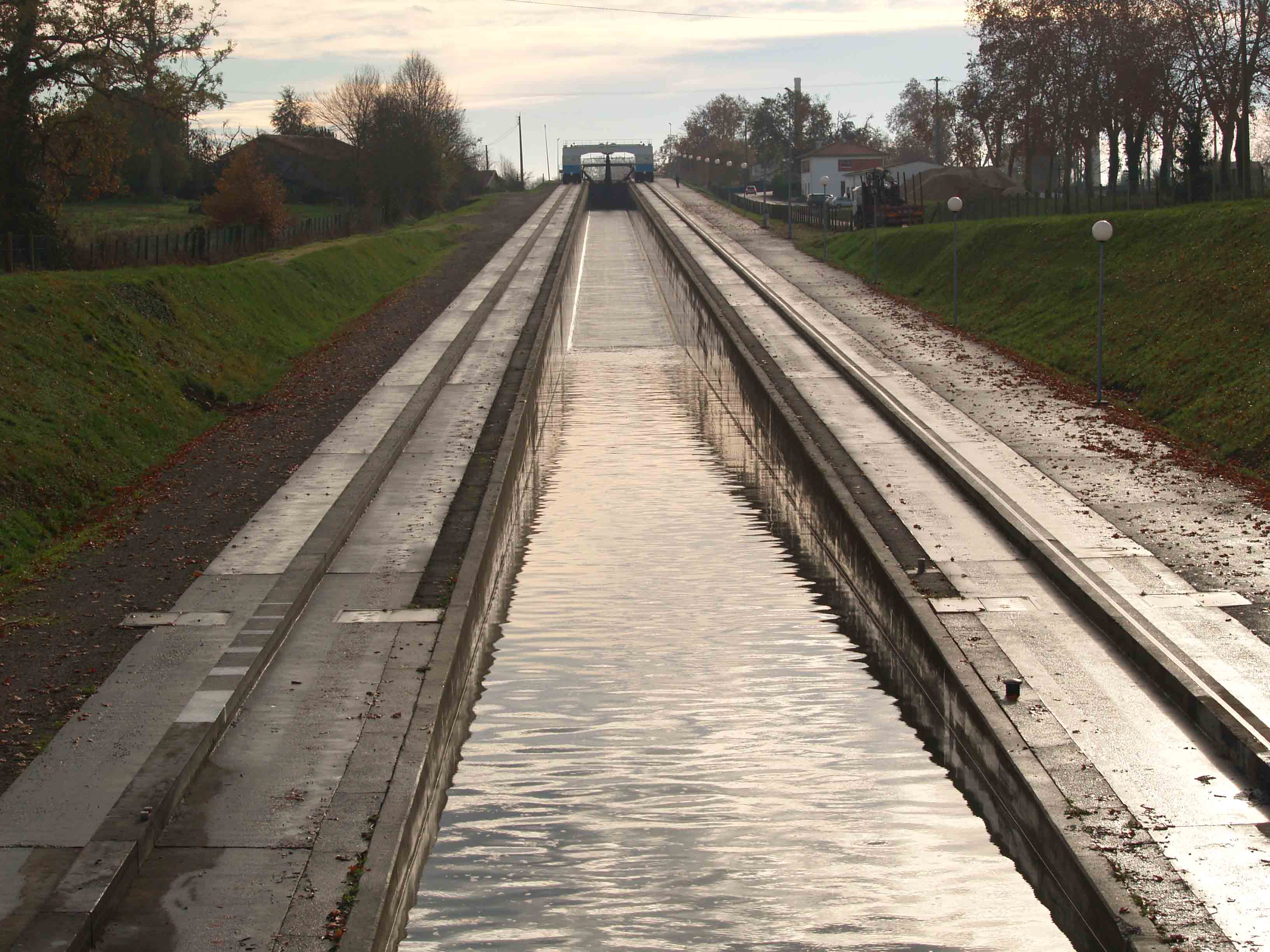
Вид на канал суднопідйомника,
тягачі перебувають угорі

Похи́лий шлюз у Монте́ш — суднопідіймач на каналі річки Гаронна у Франції.
Побудований у 1974 році.

## Принцип роботи
Між верхнім і нижнім б'єфом проритий прямокутний у розрізі канал суднопідйомник, дно, стіни і технічна набережна каналу суднопідйомник оброблені залізобетоном.
На набережній пересуваються два восьмивісних тягача, що жорстко з'єднані рамою (на зразок катамарана).
Кожен тягач забезпечений дизельним двигуном та електричною трансмісією. Колеса тягачів на гумовому ходу.
На рамі між корпусами на поворотних кронштейнах закріплений щит (по типу відвалу бульдозера).
Судно заходить між корпусами тягачів, щит опускається, герметично прилягаючи до стінок каналу. Тягачі рухаються вперед, штовхаючи перед щитом водяний клин із судном, що в ньому плаває. Таким чином тягач досягає верхнього б'єфа.
Нагорі ворота шлюзу відкриваються і судно продовжує самостійне плавання вгору по каналу.
При проведенні судна вниз по каналу процес відбувається у зворотному порядку.

### Анімація
— натисніть « comment ça marche» 
(або перейти безпосередньо до показу анімації)"

## Технічні характеристики
- Маса механізму: 200 тонн.
- Сила тяги: 60 тонн.
- Швидкість пересування: 4,5 км/год.
- Обсяг переміщуваної води: 1500 м3.
- Нахил каналу: 3%.
- Висота між верхнім і нижнім рівнем: 13,3 м.
- Глибина переміщуваного водного клина: 3,75 м.
- Довжина переміщуваного водного клина: 125 м.
- Потужність двигунів механізму: 2×1000 к.с. (750 КВт).
- Довжина каналу: 443 м.
- Ширина каналу: 6 м.
- Час проходження: приблизно 6 хвилин.
- Довжина судна: 38,5 м.
- Ширина судна: 5,5 м.
- Максимальна водотоннажність судна: 250 тонн.